# Eseń (stacja kolejowa)
Eseń (ukr. Есень) – stacja kolejowa w miejscowości Petriwka, w rejonie użhorodzkim, w obwodzie zakarpackim, na Ukrainie. Położona jest na linii Lwów – Stryj – Czop.